# Hockey Club Leysin
L'Hockey Club Leysin (abbreviato HC Leysin) è una squadra di hockey su ghiaccio svizzera. Fu fondata nel 1905 con sede a Leysin.

## Cronologia
- 1905-1908: ?
- 1908-1910: 1º livello
- 1910-1937: ?